# 朱厚烇
荊端王朱厚烇（1493年—1553年8月1日），荊和王朱祐橺嫡第一子，明朝第五代荊王。他於正德二年（1507年）襲封荊王。
朱厚烇在位46年，在嘉靖三十二年六月丁酉（1553年8月1日）過世，享年60岁，諡號端。其子永定端穆王朱載墭早卒，同年其孫朱翊鉅就嗣位。